# Мурад II
Мура́д II (осман. مراد ثاني, трансліт. Murâd-ı sânî, тур. İkinci Murat; нар. червень 1404 — пом. 3 лютого 1451) — султан Османської імперії, що правив у 1421—1444 і 1446—1451 роках. Син Мехмеда I, якому успадковував у 1421 році. Мурад істотно розширив вплив турків на Балканському півострові, зміцнив владу в Анатолії і допоміг імперії оговтатися після важкої поразки, завданої Тамерланом в ангорській битві 1402.
На початку свого правління йому довелось мати справу з двома претендентами на престол по імені Мустафа (Лже-Мустафа, його дядько, і Кучук Мустафа, брат), підтриманими Візантією та Венецією. Йому також довелось боротись в Анатолії з беями Герміяногуллари, Караманогуллари, Ментешегуллари й Ісфендіярогуллари, які намагались відстояти свою незалежність від османів. За правління Мурада європейські хрестоносці взимку 1443-44 років дійшли до Софії. 1444 року, уклавши сегедський мирний договір із Угорщиною і досягнувши угоди з Караманом, Мурад зрікся престолу на користь свого 12-річного сина Мехмеда II. Однак у листопаді йому довелось очолити армію, аби при Варні розгромити польсько-угорське військо. Повстання яничарів і діяльність Ґеорґа Кастріота Скандербеґа в Албанії змусили Мурада 1446 року повернутись на османський престол. Невдовзі війська Мурада захопили Морею та почали наступ в Албанії. У жовтні 1448 року відбулась битва на Косовому полі, в якій османське військо протистояло армії угорців і валахів під командуванням Яноша Гуньяді. Жорстока триденна битва завершилась повною перемогою Мурада та вирішила долю балканських народів — на декілька сторіч вони опинились під владою турків. 1449 та 1450 років Мурад здійснив два походи проти Албанії, які не принесли значних успіхів. Взимку 1450—1451 років Мурад захворів і 3 лютого 1451 року помер в Едірне.

## Біографія султана
На початку свого правління Мурад змушений був боротися з кількома претендентами на османський престол, яких підтримували візантійський імператор Мануїл II Палеолог і багато анатолійських беїв. Найсильнішим з суперників Мурада був претендент, який видавав себе за молодшого сина султана Баязида I Мустафу. У 1422 році військо Лжемустафи було розбито неподалік від Бурси, а він сам був захоплений у полон і страчений.
У червні 1422 Мурад почав облогу Константинополя, але вона виявилася невдалою. Не маючи ні флоту, ні потужної артилерії, турки, однак, зробили відважний штурм візантійської столиці 24 серпня. У битві, що тривала весь день, війська османів понесли великі втрати, але не досягли успіху. Незабаром Мурад зняв облогу, оскільки змушений був придушувати повстання в анатолійських бейликах — Айдині, Ментеше, Герміяні, Сарухані і Хаміді. Ця війна тривала до 1426 року і закінчилася підкоренням усіх бейликів за винятком Караману, який зберіг свою незалежність.

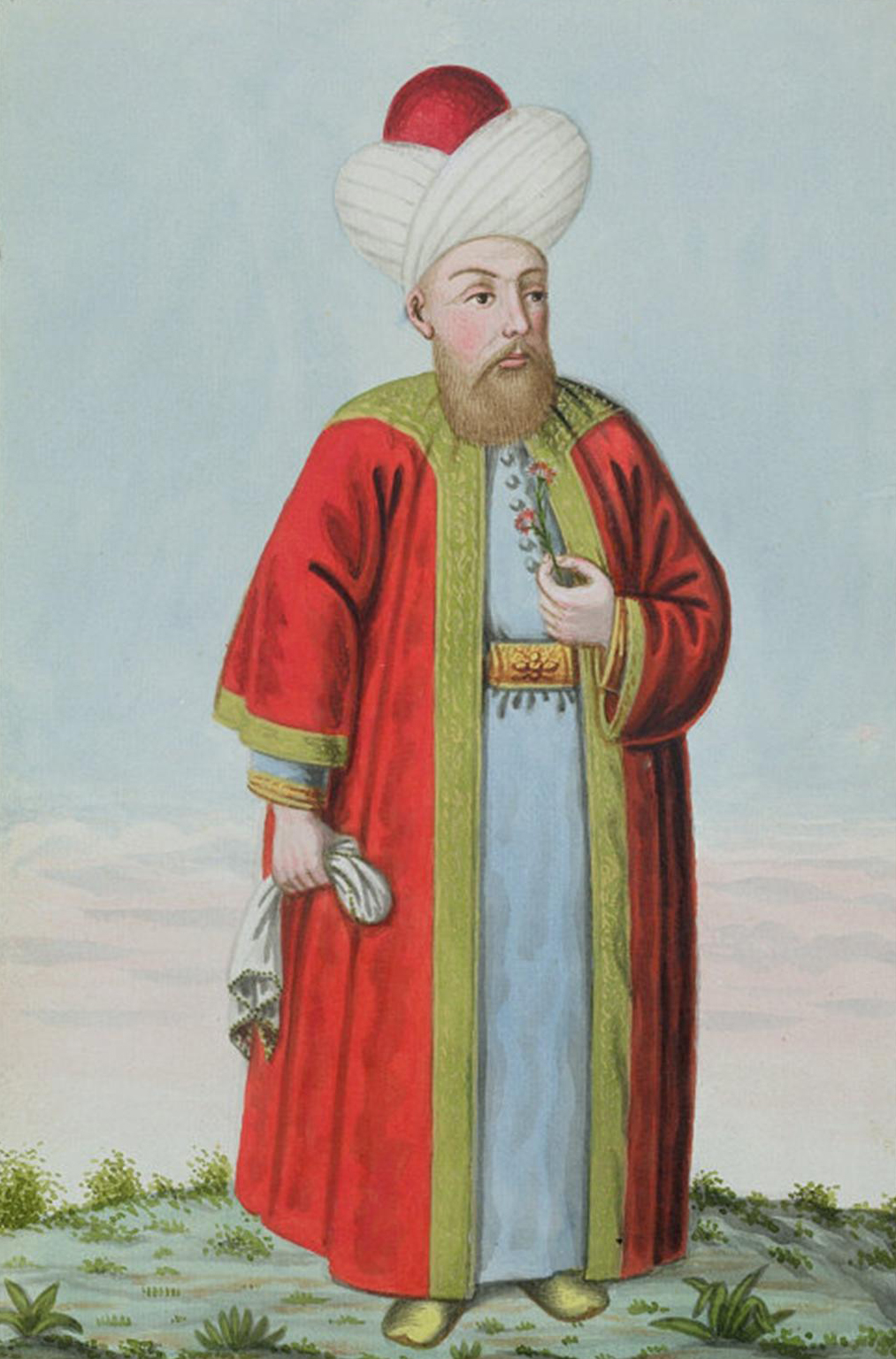
Мурад II

Покінчивши з повстанням у Малій Азії, Мурад відновив турецький наступ на Балканах. У 1430 році турки захопили велике місто Салоніки в північній Греції, що знаходилося під контролем Венеційської республіки. Жителі були частково перебиті, частково продані в рабство, а у спустошене місто в примусовому порядку султан переселив турків. Потім військам Мурада підкорилися Волощина і Сербія, хоча Белград, облога якого тривала шість місяців, туркам взяти не вдалося.
У 1441 році до союзу супротивників Османської імперії, куди спочатку входили Угорщина, Сербія і Караман, приєдналися німецькі, польські та албанські сили. У 1441—1444 роках війська хрестоносців під командуванням воєводи Трансільванії Яноша Гуняді вели успішну кампанію проти турків — у 1443 році християни захопили Ніш і Софію, а в 1444 році завдали туркам відчутної поразки. 12 червня 1444 року в Едірне Мурад підписав з угорським королем Владиславом III мирний договір, за яким турки визнавали незалежність прикордонних з Угорщиною сербських земель. У той же час Мурад передав трон своєму 12-річному синові Мехмеду, вирішивши відійти від державних справ. Скориставшись ослабленням влади в Османській імперії, угорці порушили мир і вторглися до Болгарії. Мурад, очоливши армію на прохання сина, завдяки допомозі генуезців перекинув великі сили з Азії в Румелію і вщент розбив християнське військо під проводом Гуняді під Варною.
Повстання яничарів (Бучуктепе) і поява Георга Кастріота Скандербега в Албанії змусили Мурада в 1446 році повернутися на турецький престол. Незабаром турки захопили Морею і почали наступ в Албанії. У жовтні 1448 відбулася битва на Косовому полі, в якій п'ятидесятитисячне османське військо протистояло хрестоносцям під командуванням Гуняді. Запеклий триденний бій закінчився повною перемогою Мурада і вирішив долю балканських народів — на кілька століть вони опинилися під владою турків. У 1449 і 1450 роках Мурад здійснив два походи на Албанію, які не принесли значних успіхів. Узимку 1450—1451 років Мурад захворів і 3 лютого 1451 помер у Едірне.